# Steve Cotterill
Stephen „Steve“ Cotterill (* 20. Juli 1964 in Cheltenham, England) ist ein ehemaliger englischer Fußballspieler und heutiger Trainer.

## Spielerlaufbahn
Während seiner Spielerlaufbahn agierte Steve Cotterill u. a. für den FC Wimbledon und den AFC Bournemouth. Seine Karriere wurde von schweren Verletzungen begleitet, die 1995 für das vorzeitige Ende seiner Spielertätigkeit sorgten.

## Trainerlaufbahn

### Sligo Rovers
Seinen ersten Trainerposten übernahm Steve Cotterill 1995 beim irischen Erstligisten Sligo Rovers und führte seine Mannschaft auf den dritten Platz sowie ins irische Pokalfinale. Nach der Saison nahmen die Rovers am UEFA Intertoto Cup 1996 teil, verfehlten jedoch gegen Gegner wie den FC Nantes und den SC Heerenveen die Teilnahme am UEFA-Pokal. Seine Tätigkeit in Sligo endete im September 1996.

### Cheltenham Town
Am 1. Februar 1997 übernahm er seinen Heimatverein Cheltenham Town. 1998 gewann er mit seiner neuen Mannschaft durch einen 1:0-Finalerfolg gegen den FC Southport die FA Trophy. In der Saison 1998/99 gewann Cheltenham die Meisterschaft in der Conference National und sicherte sich damit den Aufstieg in die Football League Third Division. Die erste Saison im Profifußball beendete das Team auf dem achten Tabellenrang und verpasste damit nur um einen Platz die Play-off-Ränge. Nach einem neunten Platz im Folgejahr, erreichte der Verein mit Trainer Steve Cotterill in der Saison 2001/02 den Aufstieg in die drittklassige Second Division. Ein weiterer Erfolg war der erstmalige Einzug in die 5. Runde des FA Cup 2001/02, wo sich die Mannschaft mit 0:1 West Bromwich Albion geschlagen geben musste. Nach diesen guten Ergebnissen entschied sich Steve Cotterill zu einem Vereinswechsel und verließ damit nach über 5 Jahren Cheltenham.

### Stoke City und AFC Sunderland
Seine nächste Tätigkeit führte ihn zum Zweitliga-Aufsteiger Stoke City. Nach nur 13 Spielen in der Saison 2002/03 gab Steve Cotterill am 10. Oktober 2002 überraschend seinen Abschied bei Stoke bekannt und übernahm umgehend den Co-Trainerposten beim AFC Sunderland neben Trainer Howard Wilkinson. An der Seite des erfahrenen Wilkinson entwickelte sich die Tätigkeit in der Premier League 2002/03 schnell zu einem Desaster und endete in der Entlassung des Trainerduos im März 2003.

### FC Burnley
Am 3. Juni 2004 übernahm Steve Cotterill als Trainer beim FC Burnley und beendete die erste Saison in der Football League Championship 2004/05 auf dem dreizehnten Tabellenplatz. Auch in den folgenden beiden Spielzeiten belegte Burnley einen Platz im Mittelfeld der zweiten Liga. Nach einem Fehlstart in der Saison 2007/08 verließ Cotterill den Verein am 8. November 2007.

### Notts County
Nach über 2 Jahren ohne Trainertätigkeit gab am 23. Februar 2010 Notts County seine Verpflichtung bekannt. Am Ende der Saison 2009/10 erreichte Steve Cotterill mit County die Meisterschaft in der Football League Two und damit den Aufstieg in die drittklassige Football League One. Nach diesem Erfolg konnte er sich mit dem Verein nicht auf eine Fortsetzung der am 30. Mai 2010 endenden Tätigkeit einigen.

### FC Portsmouth
Bereits am 18. Juni 2010 übernahm der von mehreren Vereinen umworbene Cotterill den FC Portsmouth. Portsmouth war in der vorangegangenen Saison aus der Premier League 2009/10 abgestiegen und hatte mit erheblichen finanziellen Problemen zu kämpfen. Unter diesen sehr schwierigen Bedingungen konnte der 16. Platz in der Football League Championship 2010/11 als klarer Erfolg verbucht werden. Im Verlauf der Saison 2011/12 erhielt Steve Cotterill das Angebot den Zweitligakonkurrenten Nottingham Forest zu übernehmen und nahm dieses kurz darauf an.

### Nottingham Forest
Forest hatte sich kurz zuvor nach einem Fehlstart von Steve McClaren getrennt und stellte ihn am 14. Oktober 2011 als neuen Trainer vor. Mit seiner in den beiden Vorjahren jeweils um den Aufstieg mitspielenden Mannschaft, verbrachte Steve Cotterill die Football League Championship 2011/12 überwiegend im Abstiegskampf. Nach der Übernahme des Vereins durch die kuwaitische Al-Hasawi Familie wurde er am 12. Juli 2012 entlassen.

### Bristol City
Am 3. Dezember 2013 übernahm er den Trainerposten beim Drittligisten Bristol City. Steve Cotterill löste dabei Sean O’Driscoll ab, der 1½ Jahre zuvor sein Nachfolger bei Nottingham Forest gewesen war.

### Birmingham City
Im September 2017 wurde Cotterill als Nachfolger von Harry Redknapp beim Zweitligisten Birmingham City vorgestellt. In den folgenden Monaten gelangen unter seiner Leitung nur sechs Siege in 24 Ligapartien. Nach fünf Liganiederlagen in Folge wurde er Anfang März 2018 wieder entlassen.

### Shrewsbury Town
Ende November 2020 wurde er als Nachfolger von Sam Ricketts beim Drittligisten Shrewsbury Town vorgestellt. Er unterschrieb einen Vertrag über dreieinhalb Jahre. Die zweite Hälfte der Saison 2020/21 verpasste er aus gesundheitlichen Gründen, nachdem er aufgrund einer Covid-19-Erkrankung 33 Tage im Krankenhaus verbrachte. Am Ende der Saison 2022/23 verließ er den Klub wieder.

### Forest Green Rovers
Ende Januar 2024 übernahm er den Cheftrainerposten beim Viertligisten Forest Green Rovers. Das Team stand zu diesem Zeitpunkt auf dem letzten Tabellenplatz und hatte sechs Punkte Abstand zu den Nicht-Abstiegsplätzen. Cotterill verpasste mit den Rovers den Klassenerhalt, in der anschließenden Spielzeit 2024/25 in der National League belegte er mit dem Team den dritten Tabellenplatz, unterlag aber im Halbfinale der Aufstiegs-Play-offs Southend United nach Elfmeterschießen. In der Saisonpause entschieden sich die Vereinsverantwortlichen den Vertrag mit Cotterill aufzulösen.